# Mount Marwick
Mount Marwick ist ein 2590 m hoher Berg im ostantarktischen Viktorialand. In der Explorers Range der Bowers Mountains ragt er 4 km westlich des Mount Sturm am Kopfende des Morley-Gletschers auf.
Das New Zealand Antarctic Place-Names Committee benannte ihn 1982 nach John Marwick (1891–1978), dem leitenden Paläontologen des New Zealand Geological Survey.